# Апариха (Московская область)
Апа́риха — деревня в Раменском муниципальном районе Московской области. Входит в состав городского поселения Быково. Население — 89 чел. (2019).

## География
Деревня Апариха расположена в северо-западной части Раменского района, примерно в 7 км к северо-западу от города Раменское. Высота над уровнем моря 136 м. В 1 км к северу от деревни протекает река Македонка. В деревне 3 улицы и 1 проезд. Ближайший населённый пункт — рабочий посёлок Быково.

## Название
В 1676 году упоминается как деревня Опарина, с XVIII века — Апариха.
Название связано с некалендарным личным именем Опара.

## История
В 1926 году деревня входила в Вялковский сельсовет Быковской волости Бронницкого уезда Московской губернии.
С 1929 года — населённый пункт в составе Раменского района Московского округа Московской области.
До муниципальной реформы 2006 года Апариха входила в состав Вялковского сельского округа Раменского района.

## Население
В 1926 году в деревне проживал 61 человек (25 мужчин, 36 женщин), насчитывалось 11 крестьянских хозяйств. По переписи 2002 года — 48 человек (21 мужчина, 27 женщин).
| 1926 | 2002 | 2010 | 2014 | 2015 | 2016 | 2017 |
| ---- | ---- | ---- | ---- | ---- | ---- | ---- |
| 61   | ↘48  | ↗79  | ↗81  | ↗84  | →84  | ↗85  |
| 2018 | 2019 |      |      |      |      |      |
| ↗90  | ↘89  |      |      |      |      |      |